# Copa Billie Jean King 2023
La Copa Billie Jean King 2023 fue la 60.ª edición del torneo de tenis femenino más importante por naciones. 
Para esta edición, se cambió el formato de la Fed Cup. La modificación principal es el Grupo Mundial que tiene lugar, en un lugar y en una semana, con doce equipos divididos en cuatro grupos de tres naciones, con los ganadores de cada grupo avanzando a las semifinales. La serie entre los equipos en esta etapa contó con dos partidos individuales y uno doble. Como el Grupo Mundial tuvo lugar como un solo torneo, el evento se denominó Finales de Copa Billie Jean King. Los grupos de zonas inferiores I, II y III estuvieron compuestos por grupos de round-robin que decidirán la promoción o el descenso.

## Fase Final
- Fecha: 7 al 12 de noviembre
- Lugar: Sevilla, España
- Superficie: Dura, bajo techo

12 naciones participarán en la Fase Final, anteriormente conocida como Grupo Mundial. La calificación es la siguiente:
- 2 finalista de la edición anterior (Suiza y Australia)
- 1 nación anfitriona o wild card
- 9 ganadoras de la fase clasificatoria en abril de 2023

| Alemania | Australia | Canadá     | Eslovenia       | España | Estados Unidos |
| Francia  | Italia    | Kazajistán | República Checa | Suiza  | Polonia        |
| -------- | --------- | ---------- | --------------- | ------ | -------------- |

### Resultados finales
|  | Clasificado para la Fase Eliminatoria |

E = Enfrentamientos, P = Partidos, S = Sets, J= Juegos, W = Ganados, L = Perdidos
| Grupo | Primeras        | Primeras | Primeras | Primeras | Segundas       | Segundas | Segundas | Segundas | Terceras  | Terceras | Terceras | Terceras |
| Grupo | País            | E G–P    | P G–P    | S G–P    | País           | E G–P    | P G–P    | S G–P    | País      | E G–P    | P G–P    | S G–P    |
| ----- | --------------- | -------- | -------- | -------- | -------------- | -------- | -------- | -------- | --------- | -------- | -------- | -------- |
| A     | República Checa | 2–0      | 5–1      | 10–3     | Estados Unidos | 1–1      | 4–2      | 8–5      | Suiza     | 0–2      | 0–6      | 2–12     |
| B     | Eslovenia       | 1–1      | 3–3      | 9–6      | Kazajistán     | 1–1      | 3–3      | 7–8      | Australia | 1–1      | 3–3      | 6–8      |
| C     | Canadá          | 2–0      | 6–0      | 12–1     | España         | 1–1      | 2–4      | 5–9      | Polonia   | 0–2      | 1–5      | 4–11     |
| D     | Italia          | 2–0      | 5–1      | 11–5     | Francia        | 1–1      | 4–2      | 10–6     | Alemania  | 0–2      | 0–6      | 2–12     |

### Fase final
|  | Semifinales     | Semifinales     | Semifinales     |        |        | Final           | Final           | Final           |  |
|  | 11 de noviembre | 11 de noviembre | 11 de noviembre |        |        | 12 de noviembre | 12 de noviembre | 12 de noviembre |  |
|  |                 |                 |                 |        |        |                 |                 |                 |  |
|  |                 |                 |                 |        |        |                 |                 |                 |  |
|  | 1.ºA            | República Checa | 1               |        |        |                 |                 |                 |  |
|  | 1.ºA            | República Checa | 1               |        |        |                 |                 |                 |  |
|  | 1.ºC            | Canadá          | 2               |        |        |                 |                 |                 |  |
|  | 1.ºC            | Canadá          | 2               |        | Canadá | Canadá          | 2               |                 |  |
|  |                 |                 |                 |        | Canadá | Canadá          | 2               |                 |  |
|  |                 |                 | Italia          | Italia | 0      |                 |                 |                 |  |
|  | 1.ºD            | Eslovenia       | Italia          | Italia | 0      | 0               |                 |                 |  |
|  | 1.ºD            | Eslovenia       |                 |        |        | 0               |                 |                 |  |
|  | 1.ºB            | Italia          | 2               |        |        |                 |                 |                 |  |
|  | 1.ºB            | Italia          | 2               |        |        |                 |                 |                 |  |
|  |                 |                 |                 |        |        |                 |                 |                 |  |

|                     |
| Bandera de Canadá   |
| Canadá              |
| Campeona 1.º título |

## Fase clasificatoria
Fecha: 14-15 de abril de 2023.
Dieciocho equipos jugarán por nueve puestos en las Finales, en series decididas de local y visitante.
Estos dieciocho equipos son:
- 9 equipos clasificados del 3 al 12 en las Finales de la Copa Billie Jean King 2022,
- 9 ganadores de los Play-Offs de la Copa Billie Jean King 2022,

#: Clasificación de las Naciones al 16 de noviembre de 2023:
1. España (Fase de grupos 2022, #3)
2. República Checa (Semifinalista 2022, #4)
3. Francia (Play-Offs de 2022, #5)
4. Canadá (Fase de grupos 2022, #6)
5. Estados Unidos (Fase de grupos 2022, #7)
6. Eslovaquia (Fase de grupos 2022, #8)
7. Alemania (Play-Offs de 2022, #9)
8. Kazajistán (Fase de grupos 2022, #10)
9. Rumanía (Play-Offs de 2022, #12)
10. Italia (Fase de grupos 2022, #13)
11. Bélgica (Fase de grupos 2022, #14)
12. Gran Bretaña (Fase de grupos 2022, #15)
13. Polonia (Fase de grupos 2022, #16)
14. Brasil (Play-Offs de 2022, #17)
15. Ucrania (Play-Offs de 2022, #20)
16. México (Play-Offs de 2022, #22)
17. Austria (Play-Offs de 2022, #30)
18. Eslovenia (Fase de grupos 2022, #34)

| Local              | Resultado | Visitante           | Ubicación         | Lugar                           | Superficie  | Ref. |
| ------------------ | --------- | ------------------- | ----------------- | ------------------------------- | ----------- | ---- |
| España [1]         | 3-1       | México              | Marbella          | Club de Tenis Puente Romano     | Arcilla     |      |
| Ucrania            | 1–3       | República Checa [2] | Antalya (Turquía) | Megasaray Club Belek            | Arcilla     |      |
| Gran Bretaña       | 1–3       | Francia [3]         | Coventry          | Coventry Building Society Arena | Dura (i)    |      |
| Canadá [4]         | 3–2       | Bélgica             | Vancouver         | Pacific Coliseum                | Dura (i)    |      |
| Estados Unidos [5] | 4–0       | Austria             | Delray Beach      | Delray Beach Tennis Center      | Dura        |      |
| Eslovaquia [6]     | 2–3       | Italia              | Bratislava        | NTC Arena                       | Dura (i)    |      |
| Alemania [7]       | 3–1       | Brasil              | Stuttgart         | Porsche-Arena                   | Arcilla (i) |      |
| Kazajistán [8]     | 3–1       | Polonia             | Astana            | National Tennis Centre          | Arcilla (i) |      |
| Eslovenia          | 3–2       | Rumanía [9]         | Koper             | Sport Park Bonifika             | Arcilla     |      |

## Play-Offs
Fecha: 10 al 12 de noviembre de 2023
Dieciséis equipos jugara por ocho lugares en la Fase clasificatoria de 2024, en series decididas de local y visitante.
Estos dieciséis equipos fueron:
- 9 equipos perdedores de la fase clasificatoria.
- 7 equipos ganadores de su zona del Grupo I.

Las ocho ganadoras avanzaran a la Fase clasificatoria de 2024 y las ocho perdedoras disputarán su respectivo evento regional del Grupo I en 2024.
| Cabezas de serie 1. Eslovaquia 2. Bélgica 3. Gran Bretaña 4. Brasil 5. Ucrania 6. Rumanía 7. Japón 8. México | Equipos restantes - Argentina - Austria - Serbia - Países Bajos - Hungría - Suecia - Colombia - Corea del Sur |

| Local            | Resultado | Visitante     | Ubicación          | Lugar                 | Superficie  | Ref. |
| ---------------- | --------- | ------------- | ------------------ | --------------------- | ----------- | ---- |
| Eslovaquia [1]   | 3–1       | Argentina     | Bratislava         | NTC Arena             | Dura (i)    |      |
| Bélgica [2]      | 3–1       | Hungría       | Charleroi          | Dôme de Charleroi     | Dura (i)    |      |
| Gran Bretaña [3] | 3–1       | Suecia        | Londres            | Copper Box Arena      | Dura (i)    |      |
| Brasil [4]       | 4–0       | Corea del Sur | Brasília           | Arena BRB             | Arcilla     |      |
| Ucrania [5]      | 3–1       | Países Bajos  | Vilnius (Lituania) | SEB Arena             | Dura (i)    |      |
| Serbia           | 0–4       | Rumanía [6]   | Kraljevo           | Kraljevo Sports Hall  | Arcilla (i) |      |
| Japón [7]        | 3–2       | Colombia      | Tokio              | Ariake Coliseum       | Dura (i)    |      |
| Austria          | 2–3       | México [8]    | Schwechat          | Multiversum Schwechat | Arcilla (i) |      |

## Grupos Regionales

### América
| Zona de América                | Zona de América | Zona de América | Zona de América | Zona de América | Zona de América |
| Grupo I                        | Grupo I         | Grupo I         | Grupo I         | Grupo I         | Grupo I         |
| Argentina                      | Bolivia         | Chile           | Colombia        | Guatemala       | Perú            |
| Sin cambios                    | Decrecimiento   | Sin cambios     | Sin cambios     | Decrecimiento   | Sin cambios     |
| Grupo II                       | Grupo II        | Grupo II        | Grupo II        | Grupo II        | Grupo II        |
| Bahamas                        | Costa Rica      | Ecuador         | Honduras        | Paraguay        | Rep. Dominicana |
| Decrecimiento                  | Decrecimiento   | Crecimiento     | Sin cambios     | Sin cambios     | Sin cambios     |
| Uruguay                        | Venezuela       |                 |                 |                 |                 |
| Sin cambios                    | Crecimiento     |                 |                 |                 |                 |
| Grupo III                      | Grupo III       | Grupo III       | Grupo III       | Grupo III       | Grupo III       |
| Antigua y Barbuda              | Aruba           | Barbados        | Bermuda         | Cuba            | El Salvador     |
| Sin cambios                    | Sin cambios     | Sin cambios     | Sin cambios     | Crecimiento     | Sin cambios     |
| Islas Vírgenes estadounidenses | Jamaica         | Panamá          | Puerto Rico     | Santa Lucía     |                 |
| Sin cambios                    | Sin cambios     | Sin cambios     | Crecimiento     | Sin cambios     |                 |
| ------------------------------ | --------------- | --------------- | --------------- | --------------- | --------------- |

### Asia / Oceanía
| Zona de Asia/Oceanía | Zona de Asia/Oceanía | Zona de Asia/Oceanía | Zona de Asia/Oceanía | Zona de Asia/Oceanía | Zona de Asia/Oceanía | Zona de Asia/Oceanía | Zona de Asia/Oceanía |
| Grupo I              | Grupo I              | Grupo I              | Grupo I              | Grupo I              | Grupo I              | Grupo I              | Grupo I              |
| China                | Corea del Sur        | India                | Japón                | Tailandia            | Uzbekistán           |                      |                      |
| Sin cambios          | Sin cambios          | Decrecimiento        | Crecimiento          | Sin cambios          | Decrecimiento        |                      |                      |
| Grupo II             | Grupo II             | Grupo II             | Grupo II             | Grupo II             | Grupo II             | Grupo II             | Grupo II             |
| China Taipéi         | Guam                 | Hong Kong            | Indonesia            | Malasia              | Mongolia             | Nueva Zelanda        | Islas del Pacífico   |
| Crecimiento          | Decrecimiento        | Sin cambios          | Sin cambios          | Sin cambios          | Sin cambios          | Sin cambios          | Crecimiento          |
| Pakistán             | Singapur             | Sri Lanka            | Turkmenistán         |                      |                      |                      |                      |
| Sin cambios          | Sin cambios          | Sin cambios          | Decrecimiento        |                      |                      |                      |                      |
| Grupo III            | Grupo III            | Grupo III            | Grupo III            | Grupo III            | Grupo III            | Grupo III            | Grupo III            |
| Baréin               | Bután                | Brunéi               | Irán                 | Iraq                 | Kirguistán           | Laos                 | Macao                |
| Sin cambios          | Sin cambios          | Sin cambios          | Crecimiento          | Sin cambios          | Crecimiento          | Sin cambios          | Sin cambios          |
| Maldivas             | Birmania             | Nepal                | Catar                | Arabia Saudita       | Tayikistán           | Vietnam              |                      |
| Sin cambios          | Sin cambios          | Sin cambios          | Sin cambios          | Sin cambios          | Sin cambios          | Sin cambios          | Sin cambios          |
| -------------------- | -------------------- | -------------------- | -------------------- | -------------------- | -------------------- | -------------------- | -------------------- |

### Europa / África
| Zona de Europa/África | Zona de Europa/África | Zona de Europa/África | Zona de Europa/África      | Zona de Europa/África | Zona de Europa/África | Zona de Europa/África | Zona de Europa/África |
| Grupo I               | Grupo I               | Grupo I               | Grupo I                    | Grupo I               | Grupo I               | Grupo I               | Grupo I               |
| Bulgaria              | Croacia               | Dinamarca             | Egipto                     | Hungría               | Letonia               | Noruega               | Países Bajos          |
| Sin cambios           | Decrecimiento         | Sin cambios           | Decrecimiento              | Sin cambios           | Sin cambios           | Sin cambios           | Sin cambios           |
| Serbia                | Suecia                | Turquía               |                            |                       |                       |                       |                       |
| Sin cambios           | Sin cambios           | Sin cambios           |                            |                       |                       |                       |                       |
| Grupo II              | Grupo II              | Grupo II              | Grupo II                   | Grupo II              | Grupo II              | Grupo II              | Grupo II              |
| Argelia               | Bosnia y Herzegovina  | Estonia               | Georgia                    | Grecia                | Irlanda               | Israel                | Kosovo                |
| Sin cambios           | Sin cambios           | Sin cambios           | Sin cambios                | Crecimiento           | Decrecimiento         | Sin cambios           | Sin cambios           |
| Lituania              | Malta                 | Portugal              | Sudáfrica                  |                       |                       |                       |                       |
| Sin cambios           | Sin cambios           | Crecimiento           | Decrecimiento              |                       |                       |                       |                       |
| Grupo III - Europa    | Grupo III - Europa    | Grupo III - Europa    | Grupo III - Europa         | Grupo III - Europa    | Grupo III - Europa    | Grupo III - Europa    | Grupo III - Europa    |
| Albania               | Armenia               | Azerbaiyán            | Chipre                     | Finlandia             | Islandia              | Luxemburgo            | Mónaco                |
| Sin cambios           | Sin cambios           | Sin cambios           | Sin cambios                | Sin cambios           | Sin cambios           | Sin cambios           | Sin cambios           |
| Macedonia             | Moldavia              | San Marino            |                            |                       |                       |                       |                       |
| Crecimiento           | Sin cambios           | Sin cambios           |                            |                       |                       |                       |                       |
| Grupo III - África    | Grupo III - África    | Grupo III - África    | Grupo III - África         | Grupo III - África    | Grupo III - África    | Grupo III - África    | Grupo III - África    |
| Botsuana              | Burundi               | Ghana                 | Kenia                      | Mauricio              | Marruecos             | Namibia               | Nigeria               |
| Sin cambios           | Sin cambios           | Sin cambios           | Sin cambios                | Sin cambios           | Crecimiento           | Sin cambios           | Sin cambios           |
| Seychelles            | Túnez                 | Uganda                | Zimbabue                   |                       |                       |                       |                       |
| Decrecimiento         | Sin cambios           | Sin cambios           | Sin cambios                |                       |                       |                       |                       |
| Grupo IV - África     | Grupo IV - África     | Grupo IV - África     | Grupo IV - África          | Grupo IV - África     | Grupo IV - África     | Grupo IV - África     | Grupo IV - África     |
| Angola                | Camerún               | Congo                 | Rep. Democrática del Congo | Etiopía               | Lesoto                | Madagascar            | Mozambique            |
| Sin cambios           | Sin cambios           | Sin cambios           | Sin cambios                | Sin cambios           | Sin cambios           | Crecimiento           | Sin cambios           |
| Ruanda                | Senegal               | Uganda                | Tanzania                   |                       |                       |                       |                       |
| Sin cambios           | Sin cambios           | Sin cambios           | Sin cambios                |                       |                       |                       |                       |
| --------------------- | --------------------- | --------------------- | -------------------------- | --------------------- | --------------------- | --------------------- | --------------------- |